# Strade provinciali della provincia di Trento

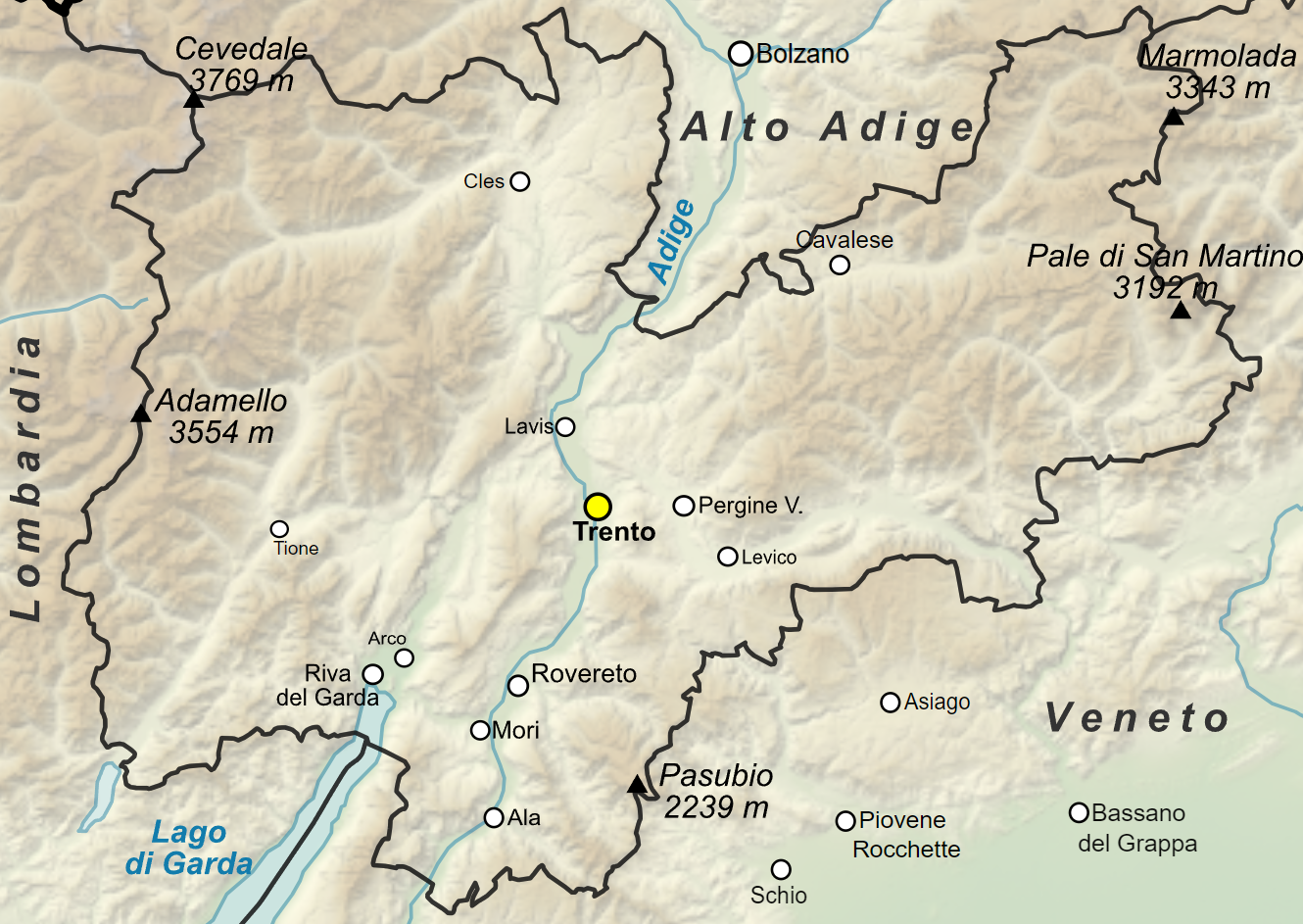
Mappa delle principali località della provincia di Trento

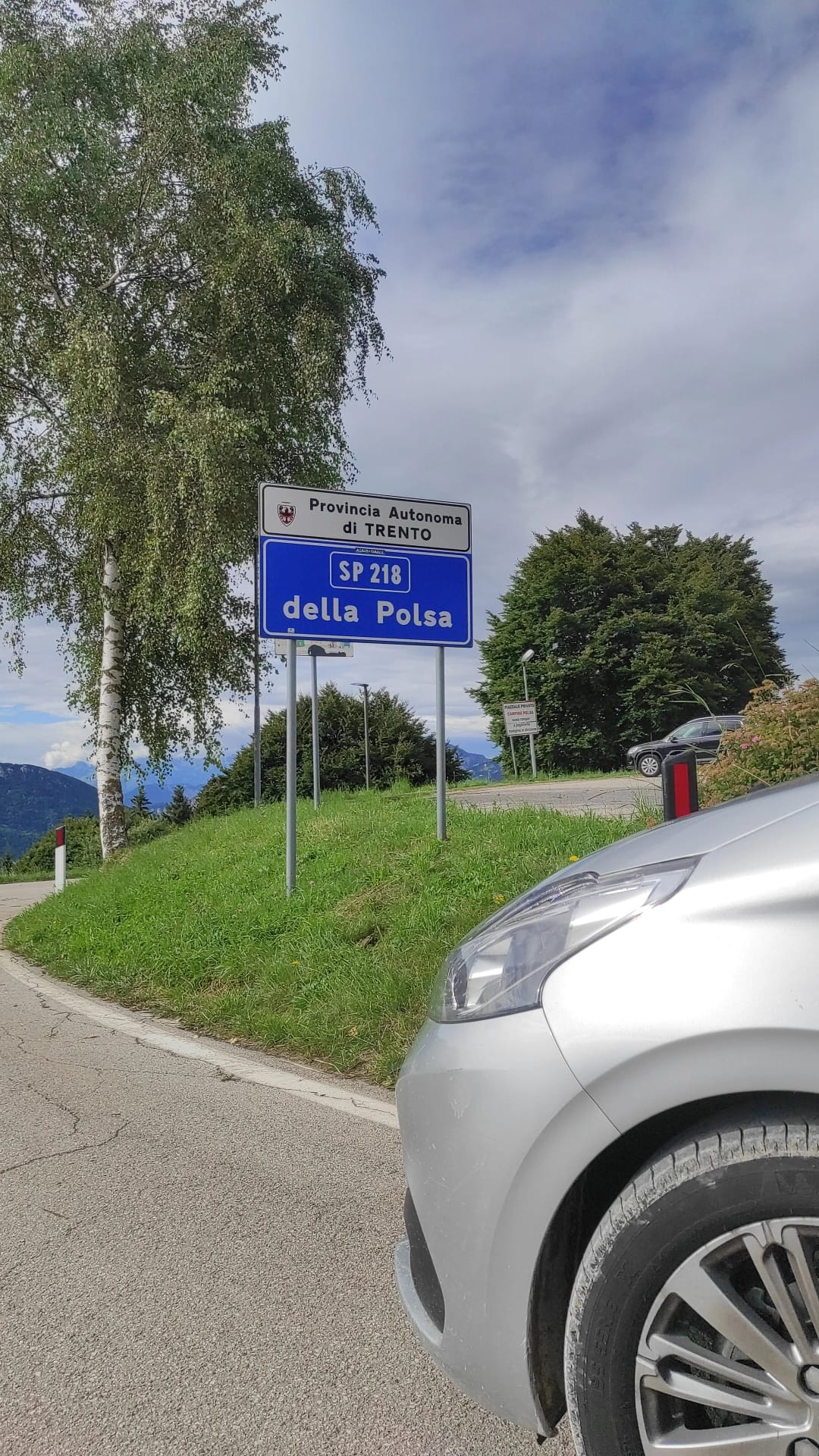
Esempio di cartello posizionato all'inizio di una SP (SP 218 della Polsa in foto)

Questo è un elenco delle strade provinciali presenti sul territorio della provincia autonoma di Trento.
Tutte le strade seguenti sono sia gestite interamente che possedute dal Servizio Gestione Del Patrimonio Stradale della provincia autonoma di Trento, a differenza delle strade statali della provincia di Trento, le quali sono anch'esse gestite dallo stesso ente ma la proprietà resta allo stato italiano (in seguito al decreto legislativo 2 settembre 1997, n° 320).
In rosso sono contrassegnate le ex strade provinciali ormai declassificate o eliminate.

## Da SP1 a SP50
| Numero | Codice / Denominazione strada                                           | Descrizione strada | Lung. (km) | Mappa |
| ------ | ----------------------------------------------------------------------- | --- | ---------- | ----- |
|        | SP 1 del Lago di Caldonazzo                                             | Panoramica del Lago di Caldonazzo. (SS 47 a San Cristoforo - Valcanover - Calceranica - Caldonazzo - Levico Terme)                          | 10,278     |       |
|        | SP 1 dir del Lago di Caldonazzo diramazione Bosentino                   | Ramale di Bosentino. (SP 1 a Calceranica - Bosentino - SS 349 a Vigolo Vattaro)                                                             | 4,331      |       |
| -      | SP 1 sv S.Cristoforo del Lago di Caldonazzo svincolo di San Cristoforo  | Svincolo che collega l'inizio della SP1 alla SS 47                                                                                          | 1,45       |       |
| -      | SP 1 sv SS 47 del Lago di Caldonazzo svincolo SS 47                     | Svincolo nei pressi di Levico che collega la SP1 alla SS 47                                                                                 | 0,18       |       |
| -      | SP 1 sv SS 349 del Lago di Caldonazzo svincolo SS 349                   | Svincolo nei pressi di Vigolo Vattaro che collega la SP1dir alla SS 349                                                                     | 0,077      |       |
|        | SP 2 Rovereto - Folgaria                                                | Collega Rovereto all'Altopiano di Folgaria. (Rovereto - Noriglio - Terragnolo - Serrada - SS 350 a Folgaria)                                | 23,215     |       |
|        | SP 2 dir Parisa Rovereto - Folgaria diramazione Parisa                  | Diramazione Serrada - Malga Parisa - SP 143 a Fondo Grande                                                                                  | 3,39       |       |
|        | SP 3 del Monte Baldo                                                    | Arteria del Monte Baldo. (SS 240 a Mori - Brentonico - San Valentino - Prà Alpesina - confine VR)                                           | 31,779     |       |
|        | SP 4 di San Romedio                                                     | SS 43 dir a Sanzeno - San Romedio (Predaia)                                                                                                 | 3,142      |       |
|        | SP 5 del Bleggio                                                        | Arteria del Bleggio. (Ponte Arche - Bleggio Inferiore - Bleggio Superiore - SS 421 a Fiavè)                                                 | 9,31       |       |
|        | SP 6 di Rumo                                                            | SS 42 a Livo - Preghena - Rumo - confine BZ                                                                                                 | 11,882     |       |
|        | SP 7 di Coredo                                                          | SS 43 dir a Dermulo - Coredo | 7,632      |       |
|        | SP 8 della Valle dei Mocheni                                            | Pergine Valsugana - Valle dei Mocheni | 15,49      |       |
|        | SP 9 di Luserna e Passo Vezzena                                         | SS 349 a Malga Laghetto - Luserna - SS 349 a Passo Vezzena                                                                                  | 11,75      |       |
|        | SP 10 delle Quattro Ville                                               | SS 43 a Tassullo - Nanno - SP 73 a Tuenno                                                                                                   | 6,971      |       |
|        | SP 10 dir delle Quattro Ville diramazione Portolo                       | Diramazione Nanno - Portolo | 1,977      |       |
|        | SP 11 di Vetriolo                                                       | Levico Terme - Vetriolo | 13,849     |       |
|        | SP 12 di Vignola                                                        | Pergine Valsugana - Vignola - Vetriolo | 15,176     |       |
|        | SP 13 della Predaia                                                     | SS 43 a Mollaro - Predaia | 15,068     |       |
|        | SP 13 dir Dardine della Predaia diramazione Dardine                     | Predaia - Dardine | 1,543      |       |
|        | SP 13 dir Vervò della Predaia diramazione Vervò                         | Predaia - Vervò | 9,161      |       |
|        | SP 14 del Lago di Tovel                                                 | Tuenno - Lago di Tovel | 10,713     |       |
|        | SP 16 del Colle di Tenna                                                | Arteria del Colle di Tenna: SS 47 a Ischia - Tenna - Levico Terme                                                                           | 6,679      |       |
|        | SP 17 di Civezzano                                                      | Cognola - Civezzano | 3,36       |       |
|        | SP 18 Laghi di Terlago e Lamar                                          | Passante dei laghi di Terlago e Lamar | 8,593      |       |
|        | SP 18 dir Vezzano dei Laghi di Terlago e Lamar diramazione Vezzano      | Terlago - Vezzano | 4,391      |       |
|        | SP 18 dir Lon dei Laghi di Terlago e Lamar diramazione Lon e Vezzano    | Lon - Vezzano | 3,345      |       |
|        | SP 18 dir Ranzo dei Laghi di Terlago e Lamar diramazione Lon e Ranzo    | Lon - Ranzo | 6,38       |       |
|        | SP 18 dir Margone di Lamar-Vezzano diramazione Margone                  | Vezzano - Margone | 1,6        |       |
|        | SP 19 di Ruffré                                                         | Ruffré - SS 42 al Passo della Mendola | 3,68       |       |
|        | SP 20 del Lago di Cei                                                   | SP 90 a Villa Lagarina - Lago di Cei | 18,211     |       |
|        | SP 21 Mattarello - Aldeno                                               | Mattarello - Aldeno | 3,445      |       |
|        | SP 22 Chizzola - Brentonico                                             | Collega la Vallagarina nei pressi di Ala al Monte Baldo (SP 90 a Chizzola - Corné - SP 3 a Brentonico)                                      | 7,678      |       |
|        | SP 22 dir Chizzola - Brentonico diramazione Saccone Prada               | Diramazione per Saccone e Prada, collegando la SP 218 della Polsa                                                                           | 5,241      |       |
|        | SP 23 Mori - Marco                                                      | Mori - Marco | 0,932      |       |
|        | SP 24 di Dambel                                                         | Passante di Dambel. (Sarnonico - Dambel - Casez)                                                                                            | 11,152     |       |
|        | SP 25 di Garniga                                                        | SP 90 ad Aldeno - Cimone - Garniga Terme - SP 85 alle Viote del Monte Bondone                                                               | 20,43      |       |
|        | SP 26 di Amblar e Don                                                   | SS 43 dir a Cavareno - Amblar - Don | 2,102      |       |
|        | SP 26 dir di Amblar e Don diramazione Amblar                            | Diramazione per Amblar centro | 0,168      |       |
|        | SP 27 di Daone                                                          | SS 237 a Argone - Valdaone | 7,5        |       |
|        | SP 27 dir di Daone diramazione Pracul                                   | Daone - Val di Daone | 7,465      |       |
|        | SP 28 di Tregiovo                                                       | Revò - Tregiovo | 8,245      |       |
|        | SP 28 dir di Tregiovo diramazione Frari                                 | SP 28 a Tregiovo - confine BZ | 2,756      |       |
|        | SP 29 di Masetto                                                        | Mezzolombardo - Mezzocorona | 1,579      |       |
|        | SP 31 del Passo Manghen                                                 | Strada del Passo Manghen. (Castelnuovo - Telve - Val Calamento - Passo Manghen - Molina di Fiemme)                                          | 39,444     |       |
|        | SP 33 di Villa Banale - Stenico                                         | Villa Banale - Stenico | 3,451      |       |
|        | SP 33 dir Ponte Arche di Villa Banale - Stenico diramazione Ponte Arche | Diramazione Ponte Arche | 1,655      |       |
|        | SP 34 del Lisano e Sesena                                               | Lisano e Sesena | 20,274     |       |
|        | SP 34 dir Preore del Lisano e Sesena diramazione Preore                 | Diramazione Preore | 0,528      |       |
|        | SP 34 dir Ragoli del Lisano e Sesena diramazione Ragoli                 | Diramazione Ragoli | 1,301      |       |
|        | SP 34 dir Seo del Lisano e Sesena diramazione Seo                       | Diramazione per Seo | 1,01       |       |
|        | SP 35 di Malosco                                                        | Fondo - Malosco | 1,921      |       |
|        | SP 36 delle Grazie                                                      | Passante per Arco | 2,851      |       |
|        | SP 36 dir Varone delle Grazie diramazione Varone                        | Arco - Varone | 1,451      |       |
|        | SP 37 del Monte Tombio                                                  | Monte Tombio - Pranzo - SS 421 al Lago di Tenno                                                                                             | 9,424      |       |
|        | SP 37 dir Campi del Monte Tombio diramazione Campi                      | Pranzo - Campi | 2,745      |       |
|        | SP 37 dir Riva del Monte Tombio diramazione Riva del Garda              | Diramazione Riva del Garda | 0,34       |       |
|        | SP 38 di Cavizzana                                                      | SS 42 a Caldes - Cavizzana | 1,84       |       |
|        | SP 39 di Samone                                                         | Strigno - Samone | 1,696      |       |
|        | SP 40 della Valle di Sella                                              | Borgo Valsugana - Valle di Sella | 9,252      |       |
|        | SP 41 Castelnuovo - Strigno                                             | Castelnuovo - Strigno | 3,328      |       |
|        | SP 42 Strigno - Spera                                                   | Strigno - Spera | 1,176      |       |
|        | SP 43 di Castelfondo                                                    | SS 42 a Fondo - Castelfondo | 6,451      |       |
|        | SP 43 dir Brez di Castelfondo diramazione Brez                          | Castelfondo - Brez | 2,967      |       |
|        | SP 45 Isera - Valle San Felice                                          | Panoramica alta sulla Vallagarina nord, Isera - Valle San Felice. (SP 90 a Isera - Lenzima - Nomesino - Manzano - SP 88 a Valle San Felice) | 11,862     |       |
|        | SP ex SS 47 della Valsugana tratto Crozi - Civezzano                    | Tracciato dismesso e riqualificato, chiuso al transito. ex SS 47 della Valsugana tratto Crozi - Civezzano                                   | 1,8        |       |
|        | SP 48 del Monte Velo                                                    | Passante del Monte Velo, collega Arco alla Val di Gresta. (SS 240 dir a Bolognano - Passo Santa Barbara - SP 88 a Ronzo-Chienis)            | 15,875     |       |
|        | SP 49 di Besenello                                                      | SS 12 a Besenello - Besenello centro - SS 12 a Calliano                                                                                     | 2,5        |       |
|        | SP 50 di Trambileno                                                     | Passante per le frazioni del comune di Trambileno. (SS 46 a San Colombano - Moscheri - Toldo - Boccaldo - Vanza)                            | 7,89       |       |

## Da SP51 a SP100
| Numero | Codice / Denominazione strada                                               | Descrizione strada | Lung. (km) | Mappa |
| ------ | --------------------------------------------------------------------------- | --- | ---------- | ----- |
|        | SP 51 di Capriana                                                           | SS 612 - Capriana | 1,851      |       |
| -      | SP 51 dir Trento di Capriana diramazione Trento                             | Breve svincolo che devia il traffico verso sud sulla SS 612                                                                                          | 0,164      |       |
|        | SP 53 di Montagne                                                           | SP 34 a Preore - Montagne | 4,284      |       |
|        | SP 54 di Grauno                                                             | SS 612 - Grauno | 1,078      |       |
|        | SP 55 di Campodenno                                                         | SS 43 - Campodenno | 4,253      |       |
|        | SP 55 dir Lover di Campodenno diramazione Lover                             | Dercolo - Lover | 2,316      |       |
|        | SP 55 dir Dercolo di Campodenno diramazione Dercolo                         | Diramazione per Dercolo centro | 0,277      |       |
|        | SP 56 di Caoria                                                             | Canal San Bovo - Caoria | 10,809     |       |
|        | SP 57 Cis - Livo                                                            | Cis - Livo | 4,659      |       |
|        | SP 58 di Faedo                                                              | SS 12 a San Michele all'Adige - Faedo | 11,385     |       |
|        | SP 59 Nomi - Calliano                                                       | Trasversale della Valle dell'Adige. SP 90 a Nomi - SS 12 a Calliano                                                                                  | 1,96       |       |
| -      | SP 59/COL Nomi - Calliano collegamento SP 90                                | Breve collegamento a Nomi per la SP 90 | 0,29       |       |
|        | SP 60 di Ivano e Ospedaletto                                                | Strigno - Ivano - Ospedaletto - SS 47 | 4,883      |       |
|        | SP 60 dir di Ivano e Ospedaletto diramazione Ivano                          | Diramazione per Ivano centro | 2,161      |       |
|        | SP 61 di Agnedo                                                             | SS 47 a Castel Ivano - Agnedo - SP 60 | 1,62       |       |
|        | SP 64 di Fai                                                                | SS 43 a Mezzolombardo - Fai della Paganella - SS 421 ad Andalo                                                                                       | 17,002     |       |
|        | SP 65 Panoramica della Valsugana                                            | Panoramica della Valsugana. (Marter - Roncegno - Telve - Scurelle)                                                                                   | 14,517     |       |
|        | SP 65 dir Panoramica della Valsugana diramazione Fontane                    | Diramazione per Roncegno - SS 47 | 1,951      |       |
|        | SP 66 di Montagnaga                                                         | Pergine Valsugana - Montagnaga - Baselga di Piné | 11,1       |       |
|        | SP 67 del Lovernatico                                                       | Arteria del Lovernatico. (SS 43 a Crescino - Sporminore - Lover - Campodenno - Termon - Cunevo)                                                      | 11,967     |       |
|        | SP 68 di Bresimo                                                            | Preghena - Bresimo | 4,4        |       |
|        | SP 69 di Storo e Bondone                                                    | SS 240 a Storo - Baitoni - Bondone | 10,66      |       |
|        | SP 70 di Castel Condino                                                     | SS 237 a Cimego - Castel Condino | 4,467      |       |
|        | SP 71 Fersina - Avisio                                                      | Collegamento Valsugana - Val di Cembra, (Fiumi Fersina - Avisio). (Civezzano - Lona-Lases - Segonzano - Sover - Valfloriana - SS 612 a Stramentizzo) | 40,0       |       |
|        | SP 72 della Val Camino                                                      | Trasversale della Val Camino. (SP 83 a Pergine Valsugana - SP 71)                                                                                    | 1,48       |       |
|        | SP 73 Destra Anaunia                                                        | Destra Anaunia, affianca la SS 43 per tutta la Val di Non (Denno - Cles)                                                                             | 17,923     |       |
|        | SP 74 della Novella                                                         | SS 43 a Sanzeno - Novella - SS 42 a Revò | 6,315      |       |
|        | SP 74 dir Casez della Novella diramazione Casez                             | Novella - Casez | 0,564      |       |
|        | SP 75 di Grigno                                                             | Grigno - Castello Tesino | 11,252     |       |
|        | SP 75 dir di Grigno diramazione Grigno                                      | Grigno - Tezze - confine VI | 6,55       |       |
| -      | SP 75 dir sv Serafini di Grigno diramazione svincoli Serafini               | Brevi svincoli della SP 75 dir a Serafini (Grigno) per la SS 47                                                                                      | 0,74       |       |
| -      | SP 75 sv di Grigno svincoli                                                 | Brevi svincoli della SP 75 dir a Tezze per la SS 47                                                                                                  | 0,675      |       |
|        | SP 76 Gardolo - Lases                                                       | SS 12 a Gardolo - Meano - Gazzadina - Albiano - SP 71 a Lases                                                                                        | 14,453     |       |
|        | SP 76 dir S.Lazzaro Gardolo - Lases diramazione San Lazzaro                 | Diramazione sulla SP 76 a Meano verso San Lazzaro e Lavis                                                                                            | 1,35       |       |
|        | SP 76 dir Lases Gardolo - Lases diramazione Lases                           | Breve svincolo al termine strada che devia il traffico verso nord sulla SP 71                                                                        | 0,09       |       |
|        | SP 77 della Valcava                                                         | SP 76 - Valcava - SP 83 a Brusago | 4,835      |       |
|        | SP 78 del Tesino                                                            | SS 47 - Strigno - Bieno - Pieve Tesino - Castello Tesino                                                                                             | 14,592     |       |
|        | SP 79 del Passo Brocon                                                      | Arteria del Passo Brocon, collega la Valsugana con la Valle di Primiero. (SS 50 a Imer - Canal San Bovo - Passo Brocon - Castello Tesino)            | 44,348     |       |
|        | SP 80 del Totoga                                                            | Arteria del Monte Totoga. Collega la SP 79 a Lausen con la SS 50                                                                                     | 3,75       |       |
|        | SP 81 del Passo Valles                                                      | Arteria del Passo Valles. Collega la SS 50 al Passo Rolle con confine BL                                                                             | 6,796      |       |
|        | SP 83 di Piné                                                               | Arteria che collega la Valsugana, l'Altopiano di Piné e la Val di Cembra. (SS 47 a Civezzano - Nogaré - Baselga di Piné - Bedollo - SP 71 a Sover)   | 26,407     |       |
|        | SP 83 dir Faida di Pinè diramazione Faida                                   | Baselga di Pinè - Faida | 3,43       |       |
|        | SP 83 dir Bedollo di Pinè diramazione Bedollo                               | Diramazione per Bedollo centro | 2,452      |       |
| -      | SP 83 sv Mochena di Pinè svincolo Mochena                                   | Brevi svincoli in località Mochena (Civezzano) che collegano la SS 47                                                                                | 0,475      |       |
|        | SP 84 di Cavedine                                                           | Arteria della Valle dei Laghi. (SS 45bis a Vezzano - Calavino - Lasino - Cavedine - Drena - Dro - SS45bis)                                           | 20,444     |       |
|        | SP 84 dir di Cavedine diramazione Padergnone                                | Diramazione per Padergnone | 1,462      |       |
| -      | SP 84 sv Dro di Cavedine svincolo Dro                                       | Breve svincolo Dro - SS 45bis | 1,396      |       |
| -      | SP 84 sv Padergnone di Cavedine svincolo Padergnone                         | Breve svincolo Padergnone - SS 45bis | 0,155      |       |
|        | SP 85 del Monte Bondone                                                     | Arteria del Monte Bondone. (SS 45bis a Trento - Sardagna - Candriai - Vason - Viote - Lagolo - SP 84 a Lasino)                                       | 39,861     |       |
|        | SP 85 dir Sopramonte del Monte Bondone diramazione Sopramonte               | Candriai - Sopramonte - SS 45bis a Cadine | 7,357      |       |
|        | SP 85 dir VigBaselga del Monte Bondone diramazione Vigolo Baselga           | Sopramonte - Baselga del Bondone - SS 45bis a Vigolo Baselga                                                                                         | 2,985      |       |
|        | SP 86 di Rabbi                                                              | Arteria della Val di Rabbi, collegata alla Val di Sole (Terzolas - Rabbi)                                                                            | 11,95      |       |
|        | SP 86 dir Piazzola di Rabbi diramazione Piazzola                            | Rabbi - Piazzola | 3,257      |       |
|        | SP 87 di Pejo                                                               | Arteria della Val di Peio, collegata alla Val di Sole (Ossana - Cogolo - Pejo)                                                                       | 11,59      |       |
|        | SP 87 dir Celentino di Pejo diramazione Celentino                           | Diramazione per Celentino | 2,58       |       |
|        | SP 87 dir Comasine di Pejo diramazione Comasine                             | Diramazione per Comasine | 1,11       |       |
|        | SP 88 della Val di Gresta                                                   | Arteria della Val di Gresta. (SS 240 a Loppio - Pannone - Ronzo-Chienis - Passo Bordala - SP 20)                                                     | 21,185     |       |
|        | SP 89 Sinistra Leno                                                         | Arteria della Vallarsa, corre alla sinistra del Leno. (SS 46 a Rovereto - Vallarsa - Obra - Ometto di Vallarsa)                                      | 19,222     |       |
|        | SP 89 dir Miravalle Sinistra Leno diramazione Miravalle                     | Diramazione di Miravalle, per il monumento Campana dei Caduti                                                                                        | 0,9        |       |
|        | SP 89 dir Anghebeni Sinistra Leno diramazione Anghebeni                     | Diramazione per Anghebeni, collega la SS 46 | 3,486      |       |
|        | SP 89 var Sette Fontane Strada delle Sette Fontane                          | Sinistra Leno variante Sette Fontane, chiusa al transito                                                                                             | 6,0        |       |
|        | SP 90 1° tronco Destra Adige - 1° tronco                                    | Arteria della Valle dell'Adige, corre alla destra dell'Adige, 1° tronco. (confine VR - Mama d'Avio - Avio - Sabbionara - Pilcante - Chizzola - Mori) | 20,863     |       |
|        | SP 90 2° tronco Destra Adige - 2° tronco                                    | Arteria della Valle dell'Adige, corre alla destra dell'Adige, 2° tronco. (Mori - Villa Lagarina - Chiusole - Nomi - Aldeno - Romagnano - Ravina)     | 25,423     |       |
|        | SP 90 3° tronco Destra Adige - 3° tronco                                    | Arteria della Valle dell'Adige, corre alla destra dell'Adige, 3° tronco. (SP 235 a Zambana - Nave San Rocco - SS 43 a Mezzolombardo)                 | 7,51       |       |
|        | SP 90 4° tronco Destra Adige - 4° tronco                                    | Arteria della Valle dell'Adige, corre alla destra dell'Adige, 4° tronco. (SS 12 a Mezzocorona - Roveré della Luna)                                   | 8,15       |       |
|        | SP 90 5° tronco Destra Adige - 5° tronco                                    | Arteria della Valle dell'Adige, corre alla destra dell'Adige, 5° tronco. (Roveré della Luna - confine BZ)                                            | 1,29       |       |
|        | SP 90 1° tronco dir Borghetto Destra Adige 1° tronco diramazione Borghetto  | 1° tronco diramazione Borghetto. (Mama d'Avio - SS 12 dopo Borghetto)                                                                                | 1,521      |       |
|        | SP 90 1° tronco dir Ala Destra Adige 1° tronco diramazione Ala              | 1° tronco diramazione Ala. (Pilcante - SS 12 ad Ala)                                                                                                 | 0,63       |       |
|        | SP 90 dir Rovereto Destra Adige 2° tronco diramazione Rovereto              | 2° tronco diramazione Rovereto. (Isera - Borgo Sacco - Rovereto)                                                                                     | 1,265      |       |
|        | SP 90 dir SS 12 Destra Adige 2° tronco diramazione Sant'Ilario              | 2° tronco diramazione Sant'Ilario. (Villa Lagarina - SS 12 a Rovereto)                                                                               | 0,508      |       |
|        | SP 90 2° tronco dir Destra Adige 2° tronco diramazione per aeroporto        | 2° tronco, diramazione per l'Aeroporto Trento-Matterello                                                                                             | 1,769      |       |
|        | SP 90 3° tronco dir Destra Adige 3° tronco diramazione Ponte Nave S. Felice | 3° tronco, diramazione Ponte Nave S. Felice. (Nave San Rocco - SS 12 a Nave San Felice)                                                              | 0,354      |       |
|        | SP 90 4° tronco dir Destra Adige 4° tronco diramazione Grumo                | 4° tronco, diramazione Grumo. (Mezzocorona - SS 43 a Grumo)                                                                                          | 0,829      |       |
|        | SP 91 Fraviano - Cortina                                                    | SS 42 a Fraviano - Cortina | 1,55       |       |
|        | SP 92 Ponte Chizzola - Serravalle                                           | Ponte collegante la SS 12 a Chizzola con la SP 90 a Serravalle                                                                                       | 0,406      |       |
|        | SP 94 di Stavel                                                             | SS 42 a Fraviano - Stavel - SS 42 nei pressi del Passo del Tonale                                                                                    | 6,454      |       |
|        | SP 95 della Funivia della Paganella                                         | ex strada provinciale, interrotta e sostituita nel 2012 dalla nuova Circonvallazione di Lavis (SP255), collegava SP 235 (Tangenziale) a Lavis.       | -          |       |
|        | SP 96 del Lago Santo                                                        | SS 612 a Cembra - Lago Santo | 5,08       |       |
|        | SP 98 di Anterivo                                                           | SS 48 nei pressi di Castello di Fiemme - Anterivo / confine BZ                                                                                       | 4,64       |       |

## Da SP101 a SP200
| Numero | Codice / Denominazione strada                                   | Descrizione strada | Lung. (km) | Mappa |
| ------ | --------------------------------------------------------------- | --- | ---------- | ----- |
|        | SP 101 Trasversale della Val di Cembra                          | Trasversale della Val di Cembra, collega SS 612 alla SP 71                                                                                                | 4,439      |       |
| -      | SP 101 sv Faver SP 101 svincolo di Faver                        | SP 101 svincolo SS 612 - Faver a inizio strada | 0,265      |       |
|        | SP 102 delle Piramidi                                           | SP 71 - Piramidi di Segonzano | 2,929      |       |
|        | SP 104 delle Quadrate                                           | Arteria delle Quadrate, collega Nogaré e SP 71 a Fornace                                                                                                  | 2,74       |       |
|        | SP 106 di San Michele all'Adige                                 | Passante per San Michele all'Adige centro dalla SS 12 | 2,149      |       |
|        | SP 106 dir SP 106 diramazione SS 12                             | Breve diramazione che collega la SP 106 alla SS 12 | 0,08       |       |
|        | SP 107 del Lago di Canzolino                                    | Passante del Lago di Canzolino | 2,655      |       |
|        | SP 107 dir del Lago di Canzolino diramazione Canzolino          | Diramazione per Canzolino centro | 0,9        |       |
|        | SP 108 della Valle di Centa                                     | Collega la Valle di Centa alla Valsugana. (SS 349 a Centa San Nicolò - Caldonazzo)                                                                        | 6,81       |       |
|        | SP 109 di Borgo                                                 | Passante di Borgo Valsugana. (SS 47 - Borgo - Castelnuovo)                                                                                                | 7,552      |       |
| -      | SP 109 sv di Borgo svincoli                                     | Brevi svincoli SP 109 - SS 47 | 1,062      |       |
|        | SP 110 di Telve                                                 | Borgo Valsugana - Telve | 2,143      |       |
|        | SP 111 di Carzano                                               | Castelnuovo - Carzano | 1,166      |       |
|        | SP 114 Pieve - Cinte Tesino                                     | Pieve Tesino - Cinte Tesino | 1,09       |       |
|        | SP 115 di Sagron Mis                                            | SS 347 al Passo Cereda - Mis - Sagron Mis | 3,062      |       |
|        | SP 118 di San Giorgio                                           | Arco - San Giorgio - Riva del Garda | 3,26       |       |
|        | SP 119 di Concei                                                | Arteria di Concei. (SS 240 a Pieve di Ledro - Lenzumo) | 2,947      |       |
|        | SP 119 dir di Concei diramazione Bezzecca                       | Diramazione per Bezzecca | 0,942      |       |
|        | SP 120 di San Isidoro                                           | SS 45 bis ad Arco - SP 118 a San Giorgio | 0,6        |       |
|        | SP 122 di Prezzo                                                | Creto - Prezzo | 2,08       |       |
|        | SP 122 dir Boniprati di Prezzo diramazione Boniprati            | Prezzo - località Boniprati | 4,55       |       |
|        | SP 123 di Brione                                                | Condino - Brione | 5,738      |       |
|        | SP 123 trav di Brione traversa di Condino                       | Traversa di Condino, collega SS 237, Condino e SP 123 | 4,181      |       |
|        | SP 124 di Ton                                                   | SS EX SS 43 a Castelletto - Masi di Vigo - Vigo di Ton | 4,912      |       |
|        | SP 124 dir di Ton diramazione Castel Thun                       | Vigo di Ton - Castel Thun | 1,324      |       |
|        | SP 125 di Terzolas                                              | SS 42 - Terzolas | 2,726      |       |
|        | SP 125 dir di Terzolas diramazione Samoclevo                    | Terzolas - Samoclevo | 0,156      |       |
|        | SP 126 della Taoletta                                           | SS 48 - Carano - SS 620 a Daiano | 4,279      |       |
|        | SP 126 dir della Taoletta diramazione Cavalese                  | Carano - Cavalese | 1,728      |       |
|        | SP 127 di Tremalzo                                              | Arteria del Tremalzo. (SS 240 al Lago d'Ampola - Tremalzo)                                                                                                | 13,016     |       |
|        | SP 131 1° tronco del Vino 1° tronco                             | "Strada del Vino" 1° tronco (Lavis - Pressano - SP 58 a San Michele)                                                                                      | 7,447      |       |
|        | SP 131 2° tronco del Vino 2° tronco                             | "Strada del Vino" 2° tronco (Martignano - Montevaccino)                                                                                                   | 4,498      |       |
|        | SP 131 5° tronco del Vino 5° tronco                             | "Strada del Vino" 5° tronco (Mattarello - SP 90 a Romagnano)                                                                                              | 1,238      |       |
|        | SP 131 1° tronco dir Verla del Vino 1° tronco diramazione Verla | "Strada del Vino" 1° tronco diramazione Verla (SP 131 - Giovo)                                                                                            | 5,75       |       |
|        | SP 132 z.a. Caldonazzo                                          | Passante per la zona artigianale a sud di Caldonazzo | 0,565      |       |
|        | SP 133 di Monterovere                                           | "Strada del Menador", (Caldonazzo - Lochere - Monte Rovere - SS 349)                                                                                      | 11,237     |       |
|        | SP 133 dir di Monterovere diramazione Levico                    | "Strada del Menador", (diramazione Lochere - Levico Terme)                                                                                                | 4,089      |       |
| -      | SP 133 dir sv SS 47 di Monterovere diramazione svincoli SS 47   | Brevi svincoli sulla diramazione per la SS 47 | 0,898      |       |
|        | SP 134 Destra Centa                                             | SP 133 a Caldonazzo - Lochere | 2,586      |       |
|        | SP 135 Sinistra Fersina                                         | SP 8 a Canezza - Valle dei Mocheni - Palù, corre a sinistra del Fersina                                                                                   | 12,68      |       |
|        | SP 138 della Borcola                                            | Arteria del Passo della Borcola, collega Valle dell'Adige, Vallarsa e Val Posina. (SP 2 a Terragnolo - Val Terragnolo - Passo della Borcola - confine VI) | 9,95       |       |
|        | SP 139 del Castellaz                                            | Trasversale del Ponte Castellaz, SS 43 a Dres - SS 42 a Cagnò                                                                                             | 2,614      |       |
|        | SP 140 Ortisè - Menas                                           | SS 42 a Termenago - Ortisè - Menas | 6,375      |       |
|        | SP 141 di Bolentina                                             | Malé - Bolentina | 5,207      |       |
|        | SP 141 dir Montes di Bolentina diramazione Montes               | Bolentina - Montes | 0,838      |       |
|        | SP 142 dei Fiorentini                                           | SS 350 al Passo Sommo - Forte Cherle - Fiorentini (confine VI)                                                                                            | 9,695      |       |
|        | SP 143 dei Francolini                                           | Arteria del Passo Coe: SS 350 a Folgaria - Francolini - Passo Coe - confine VI                                                                            | 9,558      |       |
|        | SP 143 dir dei Francolini diramazione Fondo Grande              | Diramazione per Fondo Grande | 0,455      |       |

## Da SP201 a SP300
| Numero | Codice / Denominazione strada                                  | Descrizione strada | Lung. (km) | Mappa |
| ------ | -------------------------------------------------------------- | --- | ---------- | ----- |
|        | SP 201 di Malè                                                 | SS 42 a Terzolas - Malè | 3,54       |       |
|        | SP 202 di Ossana                                               | SS 42 a Cusiano - Ossana - Fucine                                                                                               | 1,592      |       |
|        | SP 203 del Rinassico                                           | Arteria del Rinassico: SS 43 - Ton - Toss                                                                                       | 3,744      |       |
|        | SP 203 dir del Rinassico diramazione Vigo                      | Diramazione per Vigo di Ton | 0,672      |       |
|        | SP 204 Villazzano - Ponte Lodovico - SS 47                     | Villazzano - Povo - Ponte Lodovico - SS 47                                                                                      | 5,72       |       |
|        | SP 206 di Marilleva                                            | SS 42 a Mezzana - Marileva - Marileva 1400                                                                                      | 9,074      |       |
|        | SP 208 Avio - San Valentino                                    | Collega la Vallagarina nei pressi di Avio al Monte Baldo (SP 90 a Avio - Lago Prà da Stua - SP 3 a San Valentino)               | 16,215     |       |
|        | SP 211 dei Monti Lessini                                       | Arteria della Lessinia. (SS 12 a Sdruzzinà di Ala - Sega di Ala / Passo Fittanze - confine VR)                                  | 13,539     |       |
|        | SP 212 della Roa                                               | SP 79 a Castello Tesino - Roa - confine BL                                                                                      | 8,789      |       |
|        | SP 213 del Lomaso                                              | Strada del Lomaso: SS 237 a Ponte Arche - Godenzo - Vigo Lomaso                                                                 | 6,609      |       |
|        | SP 213 dir Comano del Lomaso diramazione Comano                | Diramazione per Comano | 1,4        |       |
|        | SP 213 dir Lundo del Lomaso diramazione Lundo                  | Diramazione per Lundo | 1,495      |       |
|        | SP 214 del Lago di Cavedine                                    | Panoramica del Lago di Cavedine: SS 45bis a Sarche - SP 84 a Drena                                                              | 9,513      |       |
|        | SP 214 dir del Lago di Cavedine diramazione Pietramurata       | Diramazione per Pietramurata | 1,495      |       |
|        | SP 215 di Pampeago                                             | Arteria di Pampeago: SS 48 a Tesero - Stava - Pampeago                                                                          | 9,97       |       |
|        | SP 215 dir di Pampeago diramazione Lavazè                      | SP 215 a Stava - SS 620 nei pressi del Passo di Lavazè                                                                          | 3,208      |       |
|        | SP 216 Cappella - Dazio                                        | SS 349 a Cappella - SS 349 dir a Dazio                                                                                          | 4,598      |       |
| -      | SP 216 sv Cappella Cappella - Dazio svincolo Cappella - SS 349 | Breve svincolo Cappella - SS 349                                                                                                | 0,148      |       |
| -      | SP 216 sv Dazio Cappella - Dazio svincolo Dazio - SS 349       | Breve svincolo Dazio - SS 349                                                                                                   | 0,059      |       |
|        | SP 218 della Polsa                                             | Arteria della Polsa: SP 3 a Brentonico - Prada - Polsa                                                                          | 11,227     |       |
|        | SP 219 di Camposilvano                                         | SS 46 a Raossi - Lago di Speccheri - Camposilvano - SS 46 confine VI                                                            | 11,455     |       |
|        | SP 220 Mezzomonte - Serrada                                    | SS 350 a Mezzomonte - SP 2 a Serrada                                                                                            | 8,87       |       |
|        | SP 221 della Val Noana                                         | Arteria della Val Noana: SS 50 a Mezzano - Pezze - Val Noana                                                                    | 5,622      |       |
|        | SP 222 del Duron                                               | SS 237 a Tione - Borgo Lares - Passo Duron - SP 5 a Bleggio Superiore                                                           | 11,95      |       |
|        | SP 222 dir Tonello del Duron diramazione Tonello               | Borgo Lares - SS 237 | 0,875      |       |
|        | SP 222 dir Spine del Duron diramazione Spine                   | Diramazione SP 222 per deviare il traffico sulla SS 237 verso nord                                                              | 0,263      |       |
|        | SP 224 del Redebus                                             | Arteria del Passo Redebus. (SP 83 a Bedollo - Passo Redebus - SP 8 a Palù del Fersina)                                          | 6,3        |       |
|        | SP 225 di Santa Colomba                                        | Strada per il Lago di Santa Colomba. (SP 71 a Seregnano - Sant'Agnese - Santa Colomba - SP 76 ad Albiano)                       | 7,2        |       |
|        | SP 228 di Levico - Novaledo                                    | Pergine Valsugana - Levico - Novaledo                                                                                           | 17,552     |       |
| -      | SP 228 sv Marter di Levico - Novaledo svincoli Marter          | Brevi svincoli di collegamento alla SS 47                                                                                       | 1,015      |       |
| -      | SP 228 sv zona ind.le Novaledo sv zona ind.le Novaledo         | Brevi svincoli di collegamento alla SS 47                                                                                       | 0,92       |       |
| -      | SP 228 sv SS 47 di Levico - Novaledo svincolo SS 47            | Brevi svincoli di collegamento alla SS 47                                                                                       | 0,35       |       |
| -      | SP 228 sv2 SS 47 di Levico - Novaledo svincolo 2 SS 47         | Brevi svincoli di collegamento alla SS 47                                                                                       | 0,38       |       |
|        | SP 229 Mendola - Campi da Golf                                 | SS 42 al Passo della Mendola - Campi da Golf                                                                                    | 1,639      |       |
|        | SP 230 dei Dossioli                                            | Arteria dei Monti Dossioli. (SP 208 - Madonna della Neve - SP 3 nei pressi della Prà Alpesina)                                  | 6,451      |       |
|        | SP 231 del Lusia                                               | Strada per l'Alpe Lusia: SS 50 a Bellamonte - Alpe Lusia                                                                        | 1,62       |       |
|        | SP 232 di Fiemme                                               | Affianca la SS 48 nella Val di Fiemme (Castello di Fiemme - Ziano)                                                              | 14,736     |       |
|        | SP 232 dir Molina di Fiemme diramazione Molina                 | SS 612 a Molina di Fiemme - SP 232                                                                                              | 2,159      |       |
| -      | SP 232 dir Castello di Fiemme diramazione Castello             | Brevi svincoli per l'uscita Castello di Fiemme                                                                                  | 0,207      |       |
| -      | SP 232 dir Cermis di Fiemme diramazione Cermis                 | Brevi svincoli per l'uscita Cermis                                                                                              | 1,505      |       |
| -      | SP 232 dir Ziano di Fiemme diramazione Ziano Panchià           | Brevi svincoli per l'uscita Ziano Panchià                                                                                       | 0,305      |       |
|        | SP 233 di Roveda                                               | Frassilongo - Roveda | 5,891      |       |
|        | SP 234 di Pregasina                                            | SS 240 - Pregasina, strada soggetta a restrizione Z.T.L.                                                                        | 1,707      |       |
|        | SP 235 dell'Interporto                                         | Tangenziale Nord di Trento - Strada dell'Interporto. (Tangenziale Ovest - Interporto - Lavis - Zambana - SS 43 a Mezzolombardo) | 17,08      |       |
| -      | SP 235 sv autostrada dell'Interporto svincolo autostrada       | Breve svincolo per l'autostrada                                                                                                 | 0,86       |       |
| -      | SP 235 sv circonvallazione dell'Interporto sv circonvallazione | Breve svincolo per circonvallazione (SP 255)                                                                                    | 0,79       |       |
|        | SP 236 Spiazzo - Bocenago                                      | SS 239 a Spiazzo - Bocenago - SS 239 presso Caderzone Terme                                                                     | 4,486      |       |
|        | SP 237 della zona industriale di Scurelle                      | SS 47 - zona industriale di Scurelle - SP 65                                                                                    | 1,08       |       |
|        | SP 238 di Monzon                                               | SS 48 a Péra di Fassa - Ronch - Monzon                                                                                          | 2,05       |       |
|        | SP 239 del Lago di Calaita                                     | Canal San Bovo - Lago di Calaita                                                                                                | 8,7        |       |
|        | SP 239 dir del Lago di Calaita diramazione Prade               | SP 239 a Zortea - Prade | 5,255      |       |
|        | SP 240 del Cermis                                              | Strada del Cermis: SP 232 a Masi di Cavalese - Alpe Cermis                                                                      | 4,15       |       |
|        | SP 241 di Riccomassimo                                         | SS 237 a Darzo - Riccomassimo - confine BS                                                                                      | 4,6        |       |
|        | SP 242 di Val di Bondone                                       | Roncone - Val di Bondone | 1,417      |       |
|        | SP 243 del Cirè                                                | SS 43 a Cirè - Pergine Valsugana                                                                                                | 2,268      |       |
| -      | SP 243 dir Cirè ex SS 47 diramazione Cirè                      | Breve svincolo SS 47 - ex SS 47 della Valsugana (SP 243) a Cirè                                                                 | 0,51       |       |
| -      | SP 243 dir zona ind ex SS 47 diramazione zona industriale      | Breve svincolo SS 47 - ex SS 47 (SP 243) alla zona industriale                                                                  | 0,16       |       |
| -      | SP 243 dir Doss Roda ex SS 47 diramazione Doss della Roda      | Breve svincolo SS 47 - ex SS 47 (SP 243) al Doss della Roda                                                                     | 0,5        |       |
|        | SP 244 della zona industriale di Borgo Valsugana               | SS 47 - SP 109 alla zona industriale di Borgo Valsugana                                                                         | 1,258      |       |
|        | SP 245 di Santa Massenza                                       | SS 45bis a Padergnone - Santa Massenza                                                                                          | 1,08       |       |
|        | SP 246 del Celado                                              | Arteria del Celado: Castello Tesino - Celado (Castello Tesino) - confine BL                                                     | 9,5        |       |
|        | SP 248 di Salter                                               | SS 43dir a Malgolo - Salter - Romeno                                                                                            | 4,187      |       |
|        | SP 249 Ponte Arche - Stenico                                   | Ponte Arche - Stenico | 2,75       |       |
|        | SP 250 di Valfloriana                                          | Arteria della Valfloriana: SP 71 a Casatta - Valle - Montalbiano - Sicina                                                       | 6,4        |       |
|        | SP 251 di Ponte Oliveti                                        | SP 214 a Ponte Oliveti - SP 84 a Calavino                                                                                       | 3,326      |       |
|        | SP 252 di Montesover                                           | SP 83 a Sover - Montesover | 2,1        |       |
|        | SP 252 dir di Montesover diramazione Piani                     | Montesover - Piani (zona artigianale di Montesover)                                                                             | 0,236      |       |
|        | SP 253 di Transacqua                                           | SS 50 nei pressi di Fiera di Primiero - Transacqua                                                                              | 0,44       |       |
|        | SP 254 della Rupe                                              | Strada Rupe: SP 235 uscita Mezzolombardo - SP 90 a Mezzolombardo                                                                | 0,654      |       |
|        | SP 255 di Lavis                                                | Circonvallazione di Lavis, collega SP 235 (Tangenziale) - SS 12 a Lavis                                                         | 1,519      |       |
|        | SP 256 Trento sud - Ravina                                     | Raccordo casello Trento sud Autostrada A22 - SP 90 a Ravina - SS 12                                                             | 1,024      |       |
|        | SP 257 di Grigno Centro                                        | SS 47 - SP 75dir a Grigno centro                                                                                                | 0,568      |       |